# Mumie: Hrob Dračího císaře
 Mumie: Hrob Dračího císaře (v anglickém originále The Mummy: Tomb of the Dragon Emperor) je americký dobrodružný film z roku 2008. Hlavní postavy hrají: Jet Li, Brendan Fraser, Luke Ford a Maria Bello

## Děj
Alex narazí při vykopávkách v Číně na hrobku Čchin Š’-chuang-tiho a v něm nalezne kromě hrobky také terakotovou sochu. Mezitím Rick dostává s Evelyn nabídku na převoz oka Šangri-La ve kterém je voda života do Šanghaje kde žije také Jonathan a vlastní zde bar Imhotep pověstný svou exkluzivitou. Bohužel po předání oka je Rick přepaden fanatickými vojáky kteří chtějí oživit neporazitelného císaře a Evelyn ho nedopatřením oživí. Alex zjistí že Čchin se snaží dostat do Šangri-La kde se promění v mocného démona. Spojuje se s Lin, dcerou legendární mocné čarodějky C' Jüan. V chrámu odkud se dá najít Šangri-La zjistí že císař je pánem všech živlů a také kde se Šangri-La nachází. Potkávají C' Jüan ale to už je Čchin nesmrtelný a jeho terakotová armáda připravená dobýt svět. Jediná možnost je oživit mrtvé Čchinovy nepřátele a zabít ho.

## Obsazení
- Brendan Fraser - Rick O'Connell
- Jet Li - Čchin Š’-chuang-ti
- Maria Bello - Evelyn 'Evy' Carnahan O'Connell
- John Hannah - Jonathan 'Jon' Carnahan
- Michelle Yeoh - C' Jüan
- Luke Ford - Alexander Rupert 'Alex' O'Connell
- Isabella Leong - Lin